# Фішман Карл Володимирович
Карл Володимирович Фішман — київський цукрозаводчик і мануфактур-радник. Італійський дипломат. Консул Італії в Києві в 1917—1918 рр.

## Життєпис
З 1896 року член правління Всеросійського Товариства цукрозаводчиків. Був членом Київського товариства взаємного страхування цукрозаводчиків.
Виконував обо'язки дуаєна консульського корпусу в Києві, за відсутності найстарших за віком, грецького консула Перикла Гріпарі та бельгійського Якоба Гретера.